# KBS 걸작선
KBS 걸작선은 2005년 11월 2일부터 2015년 4월 17일까지 KBS 1TV에서 재방송된 텔레비전 드라마의 총칭이다.
작가상 운영규정에 따라 7회부터 드라마-비드라마 형식으로 변경됐다가 12회부터 드라마-예능-교양, 19회부터 드라마-예능-교양-라디오  부문으로 변경되는 과정에서 13회(99년 중후반기 ~ 2000년 초중반기) 이후의 한국방송작가상 드라마 후보작 작품들 포함하여 KBS 2TV에서 방영한 월화드라마, 수목드라마, 주말연속극 중에서 한 작품을 무작위로 선정하여 KBS 1TV에서 재방송하는데  1999년 11월 15일부터 평일 오전 11시에 "양코르  미니시리즈"를 거쳐 2000년 봄 개편부터 "앙코르 드라마"(사극 제외. 2001년 봄 개편부터 월~목 밤 12시 50분으로 옮겨갔으며 2003년 가을개편부터 "심야특선 드라마"로 변경된 한편 5회로 확대됐고 뒷날 밤 1시 35분으로 이동)로 편성된 작품들(바보같은 사랑(13회) 가을동화(13회) 푸른 안개(14회))이 초창기 때 제외되기도 했으며 KBS 월드 TV에서 평일 오전 7시 30분에 방영 중인 <KBS WORLD 앙코르극장>(2010년대 이후 월화 미니시리즈-수목 미니시리즈)으로 이어지고 있다. 단, 푸른 안개(이경영), 장희빈(나한일) 등 사회적 물의를 일으켜 KBS 출연금지 명단에 오른 배우들이 나온  그 밖의 드라마들은 선정 대상에서 제외되었다.

## 방송 시간
| 방송 채널 | 방송 기간                          | 방송 시간                                  | 방송 분량 |
| --------- | ---------------------------------- | ------------------------------------------ | --------- |
| KBS 1TV   | 2005년 11월 2일 ~ 2005년 12월 1일  | 월요일 ~ 목요일 오전 10시 55분 ~ 11시 55분 | 60분      |
| KBS 1TV   | 2005년 12월 5일 ~ 2005년 12월 29일 | 월요일 ~ 수요일 오후 4시 5분 ~ 5시         | 65분      |
| KBS 1TV   | 2006년 11월 13일 ~ 2007년 3월 28일 | 월요일 ~ 수요일 오후 4시 5분 ~ 5시         | 65분      |
| KBS 1TV   | 2006년 1월 2일 ~ 2006년 7월 25일   | 월요일 ~ 목요일 오후 4시 5분 ~ 5시         | 65분      |
| KBS 1TV   | 2006년 9월 4일 ~ 2006년 11월 10일  | 월요일 ~ 금요일 오후 4시 5분 ~ 5시         | 65분      |
| KBS 1TV   | 2007년 4월 3일 ~ 2007년 4월 26일   | 월요일 ~ 금요일 오후 4시 5분 ~ 5시         | 65분      |
| KBS 1TV   | 2007년 4월 30일 ~ 2010년 12월 30일 | 월요일 ~ 금요일 낮 1시 ~ 2시               | 60분      |
| KBS 1TV   | 2011년 1월 3일 ~ 2011년 12월 12일  | 월요일 ~ 목요일 낮 1시 ~ 2시               | 60분      |
| KBS 1TV   | 2012년 2월 27일 ~ 2013년 10월 17일 | 월요일 ~ 목요일 낮 1시 ~ 2시               | 60분      |
| KBS 1TV   | 2014년 1월 13일 ~ 2014년 8월 29일  | 화요일 ~금요일 새벽 2시 ~ 3시              | 60분      |
| KBS 1TV   | 2014년 11월 3일 ~ 2014년 12월 31일 | 화요일 ~금요일 새벽 2시 ~ 3시              | 60분      |
| KBS 1TV   | 2014년 9월 1일 ~ 2014년 10월 31일  | 화요일 ~ 금요일 새벽 2시 20분 ~ 3시 20분   | 60분      |
| KBS 1TV   | 2015년 1월 6일 ~ 2015년 4월 17일   | 수요일 ~ 금요일 새벽 2시 ~ 3시             | 60분      |

## 작품 리스트

### 2000년대

#### 2005년
- 《명성황후》 : 2005년 11월 2일 ~ 2006년 7월 25일

#### 2006년
- 《황금사과》 : 2006년 9월 4일 ~ 2006년 11월 2일
- 《오!필승 봉순영》 : 2006년 11월 7일 ~ 2006년 12월 6일
- 《로즈마리》 : 2006년 12월 11일 ~ 2007년 1월 23일

#### 2007년
- 《두번째 프러포즈》 : 2007년 2월 5일 ~ 2007년 3월 28일
- 《풀하우스》 : 2007년 4월 3일 ~ 2007년 4월 26일
- 《애정의 조건》 : 2007년 4월 30일 ~ 2007년 8월 6일
- 《포도밭 그 사나이》 : 2007년 8월 27일 ~ 2007년 9월 17일
- 《부모님 전상서》 : 2007년 9월 18일 (1회만 방영)
- 《소문난 칠공주》 : 2007년 10월 15일 ~ 2008년 2월 5일

#### 2008년
- 《행복한 여자》 : 2008년 2월 18일 ~ 2008년 5월 19일
- 《며느리 전성시대》 : 2008년 5월 20일 ~ 2008년 7월 30일
- 《장밋빛 인생》 : 2008년 8월 25일 ~ 2008년 9월 29일
- 《쾌도 홍길동》 : 2008년 10월 2일 ~ 2008년 11월 19일
- 《투명인간 최장수》 : 2008년 11월 24일 ~ 2009년 1월 6일

#### 2009년
- 《최강칠우》 : 2009년 1월 7일 ~ 2009년 2월 5일
- 《엄마가 뿔났다》 : 2009년 2월 9일 ~ 2009년 5월 26일
- 《해신》 : 2009년 5월 27일 ~ 2009년 8월 10일
- 《내 사랑 금지옥엽》 : 2009년 8월 11일 ~ 2009년 10월 30일
- 《바람의 나라》 : 2009년 11월 2일 ~ 2009년 12월 31일

### 2010년대

#### 2010년
- 《솔약국집 아들들》 : 2010년 1월 4일 ~ 2010년 3월 23일
- 《싱글파파는 열애중》 : 2010년 3월 24일 ~ 2010년 4월 14일
- 《그저 바라보다가》 : 2010년 4월 16일 ~ 2010년 5월 11일
- 《결혼 못하는 남자》 : 2010년 5월 12일 ~ 2010년 6월 2일
- 《최강칠우》 : 2010년 6월 3일 ~ 2010년 7월 1일
- 《수상한 삼형제》 : 2010년 7월 2일 ~ 2010년 10월 18일
- 《바람의 나라》 : 2010년 10월 19일 ~ 2010년 12월 30일

#### 2011년
- 《결혼해주세요》 : 2011년 1월 3일 ~ 2011년 4월 14일
- 《신데렐라 언니》 : 2011년 4월 18일 ~ 2011년 5월 23일
- 《제빵왕 김탁구》 : 2011년 5월 24일 ~ 2011년 7월 13일
- 《성균관 스캔들》 : 2011년 7월 14일 ~ 2011년 8월 22일
- 《사랑을 믿어요》 : 2011년 8월 23일 ~ 2011년 12월 12일

#### 2012년
- 《오작교 형제들》 : 2012년 2월 27일 ~ 2012년 6월 7일
- 《로맨스 타운》 : 2012년 6월 11일 ~ 2012년 7월 12일
- 《동안미녀》 : 2012년 7월 16일 ~ 2012년 9월 3일
- 《공주의 남자》 : 2012년 9월 4일 ~ 2012년 10월 23일
- 《영광의 재인》 : 2012년 10월 24일 ~ 2012년 12월 4일
- 《브레인》 : 2012년 12월 5일 ~ 2013년 1월 9일

#### 2013년
- 《드림하이 2》 : 2012년 1월 10일 ~ 2013년 2월 7일
- 《가시나무새》 : 2013년 2월 13일 ~ 2013년 3월 20일
- 《매리는 외박중》: 2013년 3월 25일 ~ 2013년 4월 25일
- 《적도의 남자》 : 2013년 5월 20일 ~ 2013년 6월 24일
- 《아이리스》 : 2013년 7월 1일 ~ 2013년 8월 1일
- 《드림하이》 : 2013년 8월 5일 ~ 2013년 8월 29일
- 《학교 2013》 : 2013년 9월 23일 ~ 2013년 10월 17일

#### 2014년
- 《솔약국집 아들들》 : 2014년 1월 13일 ~ 2014년 4월 14일
- 《수상한 삼형제》 : 2014년 4월 15일 ~ 2014년 8월 6일
- 《결혼해주세요》 : 2014년 8월 7일 ~ 2014년 10월 30일
- 《싱글파파는 열애중》 : 2014년 10월 31일 ~ 2014년 11월 25일
- 《그저 바라보다가》 : 2014년 11월 26일 ~ 2014년 12월 18일
- 《엄마가 뿔났다》 : 2014년 12월 19일 ~ 2015년 4월 17일 (본 작품을 끝으로 KBS 걸작선 폐지)

## 같이 보기
- 한국방송공사 월화드라마
- 한국방송공사 수목드라마
- 한국방송공사 주말연속극